# Erik Holst
Carl Erik Holst (født 21. juni 1922 i Nakskov, død 25. april 2013) var en dansk politiker (Socialdemokraterne) og minister.
- Medlem af Europa-Parlamentet fra 2. maj 1977 til 16. juli 1979.
- Miljøminister i Regeringen Anker Jørgensen IV fra 28. februar 1980 til 30. december 1981.
- Miljøminister i Regeringen Anker Jørgensen V fra 30. december 1981 til 10. september 1982.